# Eclissi solare del 18 aprile 1977
L'eclissi solare del 18 aprile 1977 è un evento astronomico che ha avuto luogo il suddetto giorno attorno alle ore 10.31 UTC. 
L'eclissi, di tipo anulare, è stata visibile in alcune parti dell'Africa (Angola, Congo, Namibia, Tanzania e Zambia) e dell'Asia.
L'eclissi è durata 7 minuti e 47 secondi e l'ombra lunare sulla superficie terrestre raggiunse una larghezza di 220 km. L'evento del 18 aprile 1977 è stata la prima eclissi solare dell'anno e la 176ª nel XX secolo. La precedente eclissi solare ebbe luogo il 23 ottobre 1976, la seguente il 12 ottobre 1977.

## Percorso e visibilità
L'eclissi si è manifestata all'alba locale nell'Oceano Atlantico sud-occidentale tra Brasile, Georgia del Sud, isole Sandwich meridionali e arcipelago Tristan da Cunha, dopo di che l'ombra della luna si è spostata a nord-est ed è penetrata nella Repubblica del Sud Africa. Nel suo percorso verso est ha risalito l'Africa sud-occidentale (ora Namibia), ha oltrepassato l'Angola, lo Zambia e ha raggiunto il punto massimo nella parte sud-orientale della provincia di Shaba (ora provincia del Katanga, Repubblica Democratica del Congo). Successivamente, l'umbra è passata ancora una volta attraverso lo Zambia. Dopo aver attraversato il Malawi ha lasciato il continente africano dalla Tanzania ed è entrata nell'Oceano Indiano spostandosi gradualmente verso est. Dopo aver attraversato le isole Seychelles e alcune isole del Territorio britannico dell'Oceano Indiano ha avuto termine al tramonto locale sulla superficie dell'oceano a circa 1.200 chilometri a est del territorio di Diego Garcia.

## Eclissi correlate

### Eclissi solari 1975 - 1978
Ci sono state 8 eclissi solari (a intervalli di 6 mesi) tra l'11 maggio 1975 e il 2 ottobre 1978.

### Ciclo di Saros 138
L'evento fa parte del ciclo di Saros 138, che si ripete ogni 18 anni, 11 giorni, contenente 70 eventi. La serie è iniziata con un'eclissi solare parziale il 6 giugno 1472. Comprende eclissi anulari dal 31 agosto 1598 al 18 febbraio 2482 con un'eclissi ibrida il 1º marzo 2500. Comprende eclissi totali dal 12 marzo 2518 al 3 aprile 2554. La serie termina al membro 70 con un'eclissi parziale l'11 luglio 2716. La durata più lunga di un'eclissi totale nella serie sarà di soli 56 secondi, il 3 aprile 2554.